# Paul Berthiaume
Pour les articles homonymes, voir Berthiaume.
Paul Berthiaume, né le 28 août 1939 à Montréal et mort le 28 novembre 2003 à Dublin, est un informaticien et homme politique québécois.

## Biographie
De 1970 à 1973, il est député de Napierville-Laprairie à l'Assemblée nationale du Québec. Il est réélu en 1973 dans la circonscription renommée La Prairie. Il est défait à ce poste en 1976.